# Ludvík I. Portugalský
Ludvík I. Portugalský (31. říjen 1838 – 19. říjen 1889, Lisabon; celým jménem Luís Filipe Maria Fernando Pedro de Alcântara António Miguel Rafael Gabriel Gonzaga Xavier Francisco de Assis João Augusto Júlio Valfando de Saxe-Coburgo-Gotha e Bragança), zvaný Dobrý nebo Populární byl v letech 1861 až 1889 králem Portugalska. Pocházel z dynastie Braganza-Sasko-Koburk-Gotha.

## Život

### Původ a mládí
Ludvík se narodil jako druhý syn z jedenácti dětí portugalské královny Marie II. a jejího manžela Ferdinanda II. Podobně jako ostatním dětem královského páru se mu dostalo vynikajícího vzdělání, byl nadaným básníkem a chtěl se věnovat vědě. Neměl žádné politické ambice, což se však změnilo, když jeho starší bratr, portugalský král Petr V. roku 1861 zemřel.

### Král
Petr V. v roce 1861 podnikl cestu po Portugalsku, zasaženém epidemií horečnaté nemoci; král a dva jeho mladší bratři, infant Jan a infant Ferdinand, během cesty onemocněli. Nejdříve – 6. listopadu – zemřel Ferdinand, o pět dní později, 11. listopadu, ho následoval sám král ve a šest týdnů po něm, 27. prosince, podlehl nemoci i třetí bratr Jan.
Protože se Pedro V. po smrti své předčasně zesnulé manželky Stefanie znovu neoženil a neměl potomků, na trůn po něm nastoupil jeho následník, mladší bratr Ludvík.
Ludvíkovo panování je charakterizováno sérií změn vlád, tvořených buď liberály nebo konzervativci. Portugalsko v té době ve srovnání s ostatními evropskými zeměmi, především s Británií, zaostávalo po stránce stability, ekonomiky, edukace, technického vývoje aj. Co se týče zahraničních záležitostí, roku 1875 v důsledku belgických aktivit pozbylo Portugalsko území dnešní Angoly a Mosambikem.
Ludvík byl ovšem především člověk oddaný vědě. Jeho největším zájmem byla oceánografie. Velkou část svého majetku věnoval na financování výzkumných lodí určených k poznávání bohatství živočišných druhů světových oceánů. Byl iniciátorem vzniku jednoho z prvních světových akvárií v Lisabonu, jež bylo otevřeno i veřejnosti (byla v něm umístěna i desetimetrová krakatice). Byl jediným portugalským králem, který velel válečné lodi. Jeho vášeň pro lodě a moře vyústila v založení Muzea námořnictví v Lisabonu. Svou vášeň pro vědy a nové poznatky přenesl i na své dva syny.

### Manželství, potomci
6. října roku 1862 se oženil s italskou princeznou Marií Piou Savojskou (1847–1911), dcerou italského krále Viktora Emanuela II. a jeho manželky Adelheid Rakouské. Z manželství se narodili dva synové:
- Karel I. (28. září 1863 – 1. února 1908), král Portugalska a Algarve od roku 1889 až do své smrti, spolu s nejstarším synem zemřel při atentátu, ⚭ 1884 Amélie Orleánská (28. září 1865 – 25. října 1951), dcera francouzského pretendenta trůnu Ludvíka Filipa Orleánského
- Alfonso (31. července 1865 – 21. února 1920), vévoda z Porta, ⚭ 1917 Nevada Stoody Hayes (21. října 1870 – 11. ledna 1941), morganatické manželství

## Tituly a vyznamenání

### Tituly
- 1838–1861: Jeho královský výsost Luís, vévoda z Porto
- 1861–1889: Jeho nejvěrnější Veličenstvo Ludvík, král Portugalska a Algarve

## Vývod z předků
|                       |                                       |  |                       |                                          |  |  |  |  |  |  |  | Arnošt Fridrich Sasko-Kobursko-Saalfeldský |
|                       |                                       |  |                       |                                          |  |  |  |  |  |  |  |                                            |
|                       | František Sasko-Kobursko-Saalfeldský  |  |                       |                                          |  |  |  |  |  |  |  |                                            |
|                       |                                       |  |                       |                                          |  |  |  |  |  |  |  |                                            |
|                       |                                       |  |                       | Žofie Antonie Brunšvicko-Wolfenbüttelská |  |  |  |  |  |  |  |                                            |
|                       |                                       |  |                       |                                          |  |  |  |  |  |  |  |                                            |
|                       | Ferdinand Sasko-Kobursko-Gothajský    |  |                       |                                          |  |  |  |  |  |  |  |                                            |
|                       |                                       |  |                       |                                          |  |  |  |  |  |  |  |                                            |
|                       |                                       |  |                       | Jindřich XXIV. Reuss Ebersdorf           |  |  |  |  |  |  |  |                                            |
|                       |                                       |  |                       |                                          |  |  |  |  |  |  |  |                                            |
|                       | Augusta Reuss z Ebersdorfu            |  |                       |                                          |  |  |  |  |  |  |  |                                            |
|                       |                                       |  |                       |                                          |  |  |  |  |  |  |  |                                            |
|                       |                                       |  |                       | Karolína Ernestýna z Erbach-Schönbergu   |  |  |  |  |  |  |  |                                            |
|                       |                                       |  |                       |                                          |  |  |  |  |  |  |  |                                            |
|                       | Ferdinand II. Portugalský             |  |                       |                                          |  |  |  |  |  |  |  |                                            |
|                       |                                       |  |                       |                                          |  |  |  |  |  |  |  |                                            |
|                       |                                       |  |                       | Ignác Koháry de Csábrág et Szitnya       |  |  |  |  |  |  |  |                                            |
|                       |                                       |  |                       |                                          |  |  |  |  |  |  |  |                                            |
|                       | Ferenc Josef Koháry de Csábrág        |  |                       |                                          |  |  |  |  |  |  |  |                                            |
|                       |                                       |  |                       |                                          |  |  |  |  |  |  |  |                                            |
|                       |                                       |  |                       | Marie Anna von Cavriani                  |  |  |  |  |  |  |  |                                            |
|                       |                                       |  |                       |                                          |  |  |  |  |  |  |  |                                            |
|                       | Maria Antonia Koháry de Csábrág       |  |                       |                                          |  |  |  |  |  |  |  |                                            |
|                       |                                       |  |                       |                                          |  |  |  |  |  |  |  |                                            |
|                       |                                       |  |                       | Jiří Kristián Valdštejnsko-Wartenberský  |  |  |  |  |  |  |  |                                            |
|                       |                                       |  |                       |                                          |  |  |  |  |  |  |  |                                            |
|                       | Marie Antonie z Waldstein-Wartenbergu |  |                       |                                          |  |  |  |  |  |  |  |                                            |
|                       |                                       |  |                       |                                          |  |  |  |  |  |  |  |                                            |
|                       |                                       |  |                       | Alžběta Ulfeldtská                       |  |  |  |  |  |  |  |                                            |
|                       |                                       |  |                       |                                          |  |  |  |  |  |  |  |                                            |
| Ludvík I. Portugalský |                                       |  |                       |                                          |  |  |  |  |  |  |  |                                            |
|                       |                                       |  |                       |                                          |  |  |  |  |  |  |  |                                            |
|                       |                                       |  | Petr III. Portugalský |                                          |  |  |  |  |  |  |  |                                            |
|                       |                                       |  |                       |                                          |  |  |  |  |  |  |  |                                            |
|                       | Jan VI. Portugalský                   |  |                       |                                          |  |  |  |  |  |  |  |                                            |
|                       |                                       |  |                       |                                          |  |  |  |  |  |  |  |                                            |
|                       |                                       |  |                       | Marie I. Portugalská                     |  |  |  |  |  |  |  |                                            |
|                       |                                       |  |                       |                                          |  |  |  |  |  |  |  |                                            |
|                       | Petr I. Brazilský                     |  |                       |                                          |  |  |  |  |  |  |  |                                            |
|                       |                                       |  |                       |                                          |  |  |  |  |  |  |  |                                            |
|                       |                                       |  |                       | Karel IV. Španělský                      |  |  |  |  |  |  |  |                                            |
|                       |                                       |  |                       |                                          |  |  |  |  |  |  |  |                                            |
|                       | Šarlota Španělská                     |  |                       |                                          |  |  |  |  |  |  |  |                                            |
|                       |                                       |  |                       |                                          |  |  |  |  |  |  |  |                                            |
|                       |                                       |  |                       | Marie Luisa Parmská                      |  |  |  |  |  |  |  |                                            |
|                       |                                       |  |                       |                                          |  |  |  |  |  |  |  |                                            |
|                       | Marie II. Portugalská                 |  |                       |                                          |  |  |  |  |  |  |  |                                            |
|                       |                                       |  |                       |                                          |  |  |  |  |  |  |  |                                            |
|                       |                                       |  |                       | Leopold II.                              |  |  |  |  |  |  |  |                                            |
|                       |                                       |  |                       |                                          |  |  |  |  |  |  |  |                                            |
|                       | František I. Rakouský                 |  |                       |                                          |  |  |  |  |  |  |  |                                            |
|                       |                                       |  |                       |                                          |  |  |  |  |  |  |  |                                            |
|                       |                                       |  |                       | Marie Ludovika Španělská                 |  |  |  |  |  |  |  |                                            |
|                       |                                       |  |                       |                                          |  |  |  |  |  |  |  |                                            |
|                       | Marie Leopoldina Habsbursko-Lotrinská |  |                       |                                          |  |  |  |  |  |  |  |                                            |
|                       |                                       |  |                       |                                          |  |  |  |  |  |  |  |                                            |
|                       |                                       |  |                       | Ferdinand I. Neapolsko-Sicilský          |  |  |  |  |  |  |  |                                            |
|                       |                                       |  |                       |                                          |  |  |  |  |  |  |  |                                            |
|                       | Marie Tereza Neapolsko-Sicilská       |  |                       |                                          |  |  |  |  |  |  |  |                                            |
|                       |                                       |  |                       |                                          |  |  |  |  |  |  |  |                                            |
|                       |                                       |  |                       | Marie Karolína Habsbursko-Lotrinská      |  |  |  |  |  |  |  |                                            |
|                       |                                       |  |                       |                                          |  |  |  |  |  |  |  |                                            |